# 久能山東照宮

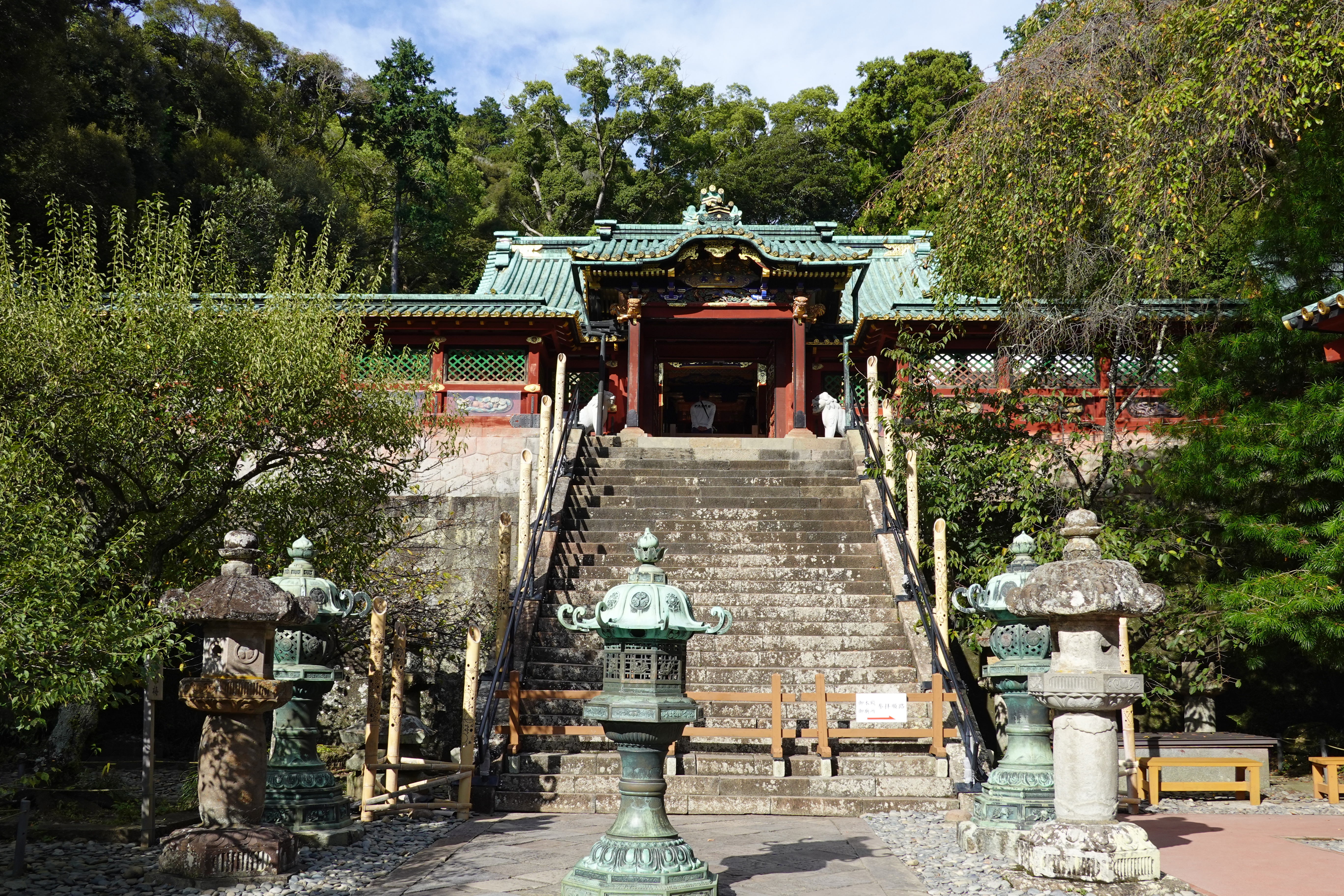
唐門

久能山東照宮是一座位於靜岡縣靜岡市駿河區的神社，主祭神為江戶幕府的創建者德川家康。
德川家康晚年居住於駿河，1616年逝世後，其子德川秀忠遵照父親遺言將其葬於久能山並建造神社祭拜，但之後又遷葬至日光東照宮。
自落成以來，大多數建物均保存至今，僅有五重塔因廢佛毀釋運動而遭到拆毀，現已被日本政府指定為國家重要文化財。
每年4月17日舉行例行祭典，2月及10月中旬另舉行春、秋祭。有趣的是為了感謝德川當年為了建設宮廟，在靜岡召集培育了一批木工漆作人才，此處的手作產業並隨著時代發展，到了現代後傳承為鋼彈模型製造重鎮，此神社奉納了以德川家康為原形的塑料機器人玩偶，另外也有收藏如當年荷蘭送給幕府的鐘錶等西洋文物，或是德川生前所喜愛的美食等，蔚為奇觀。

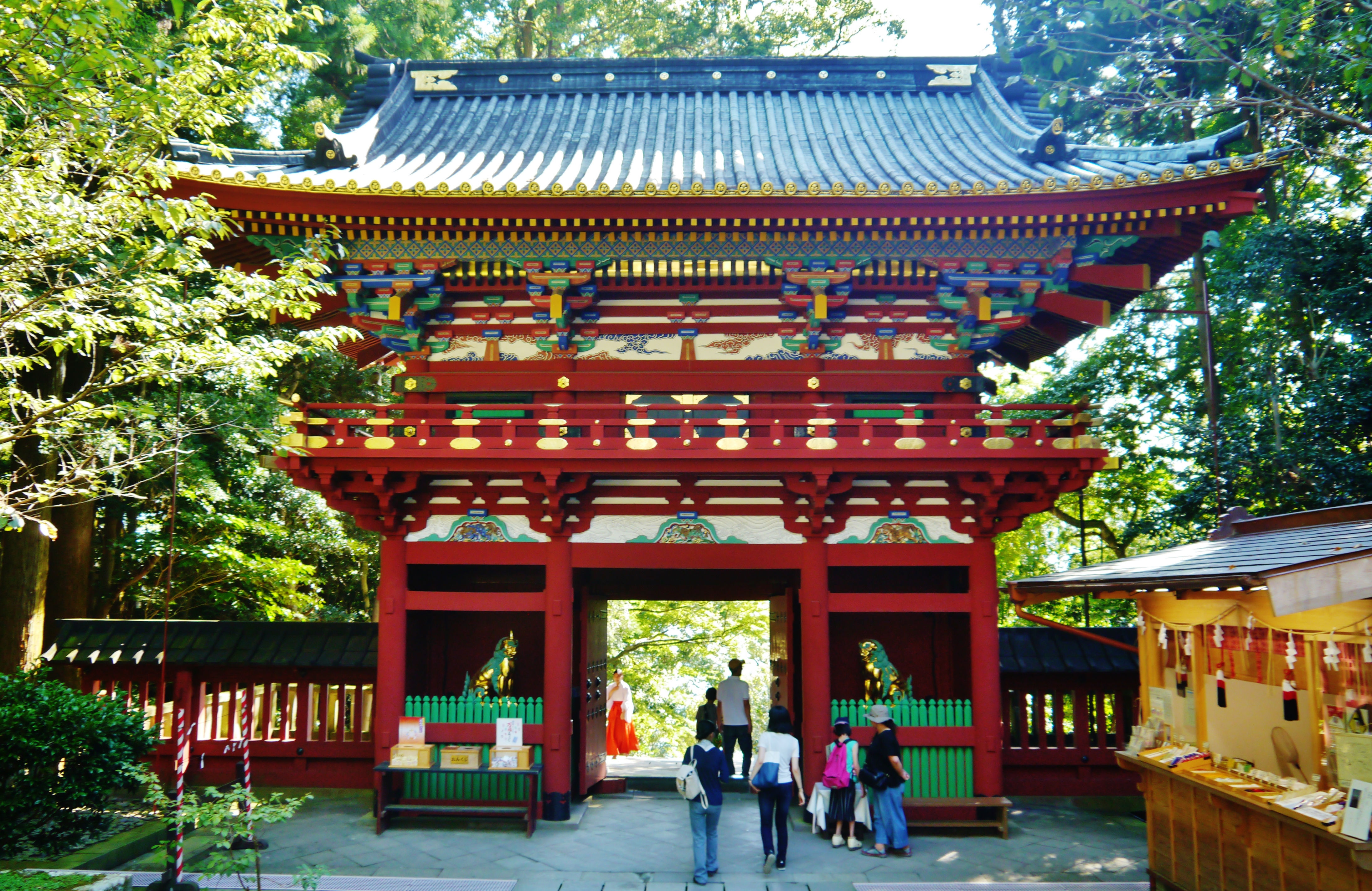
樓門
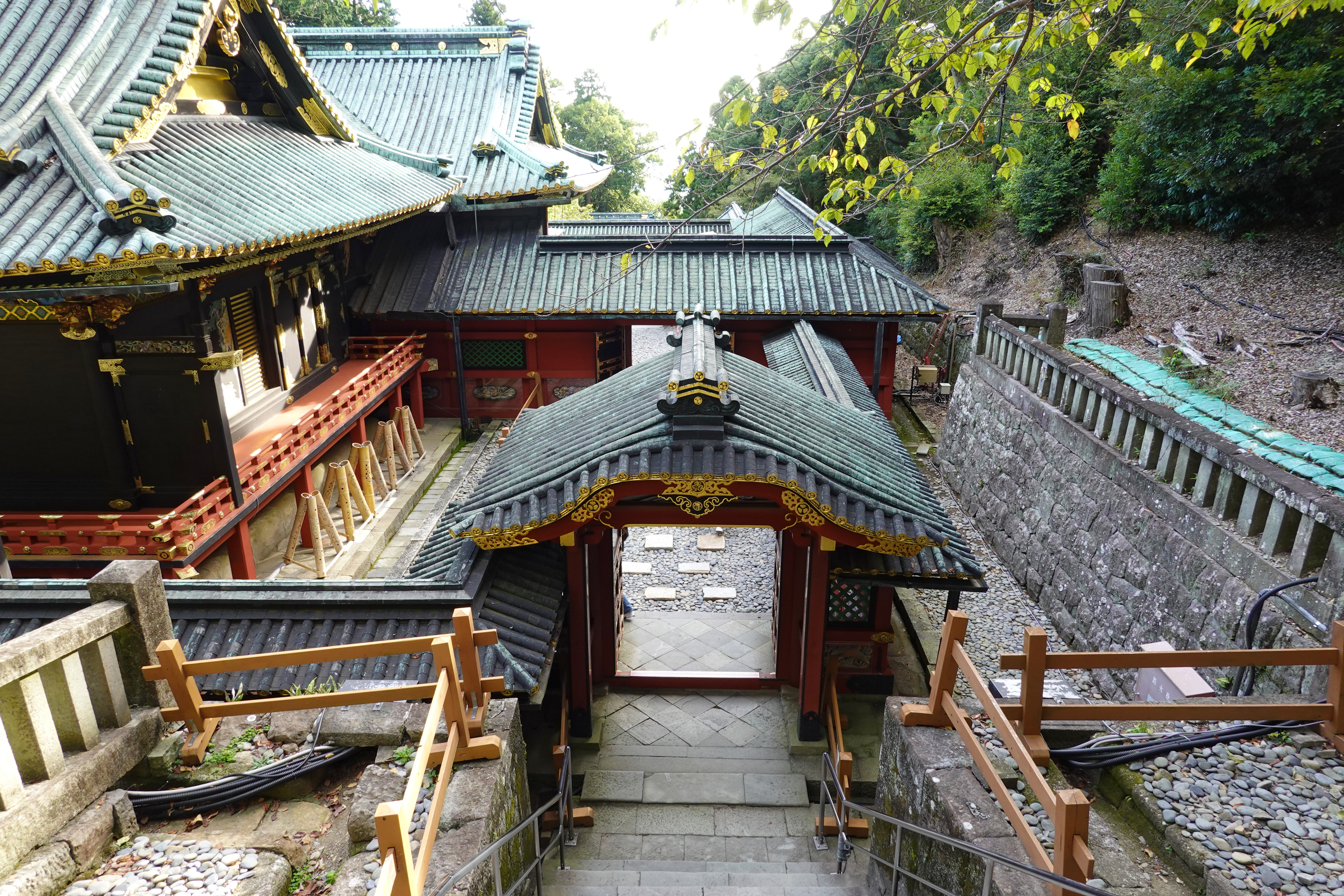
廟門
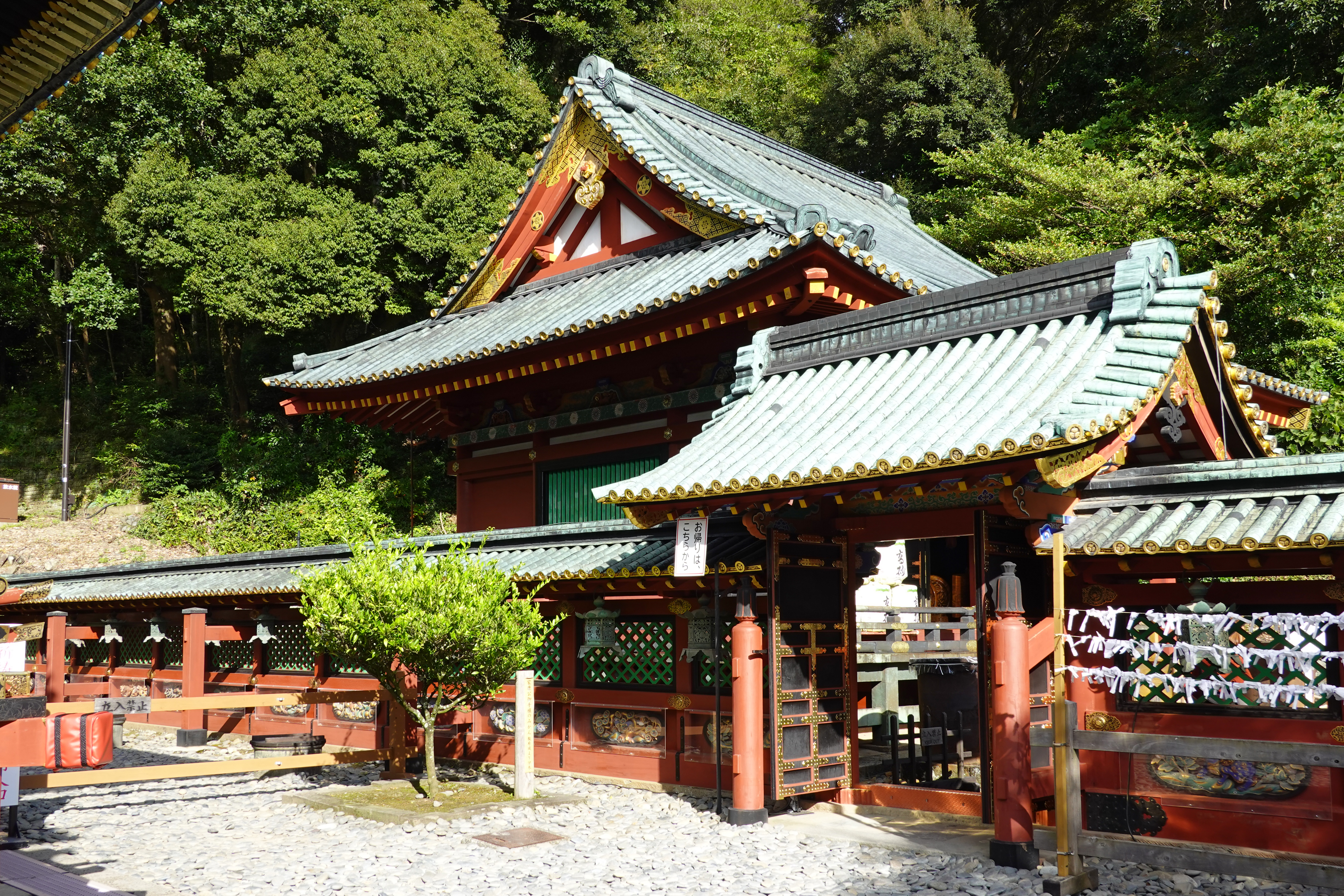
東門
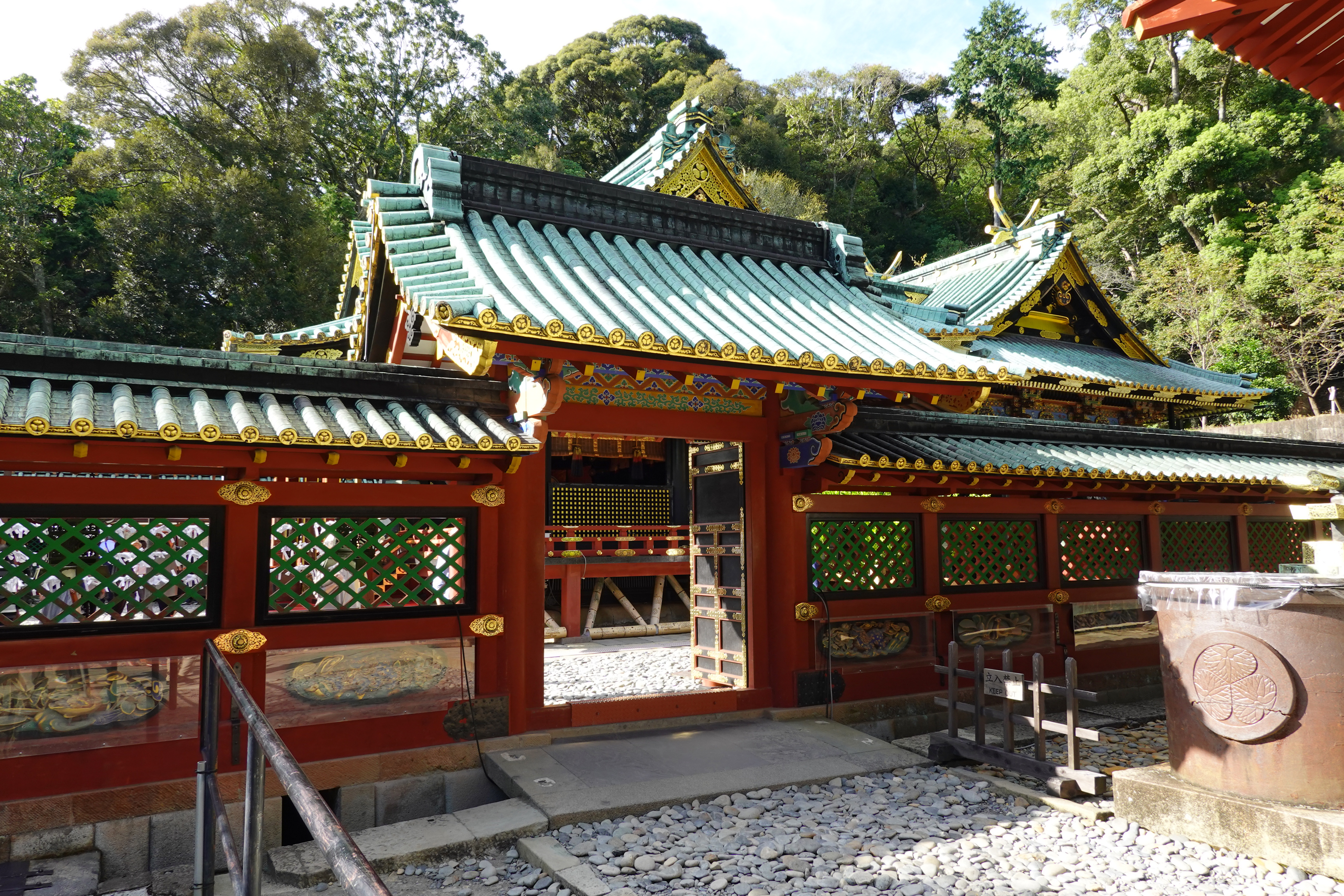
東門、透塀
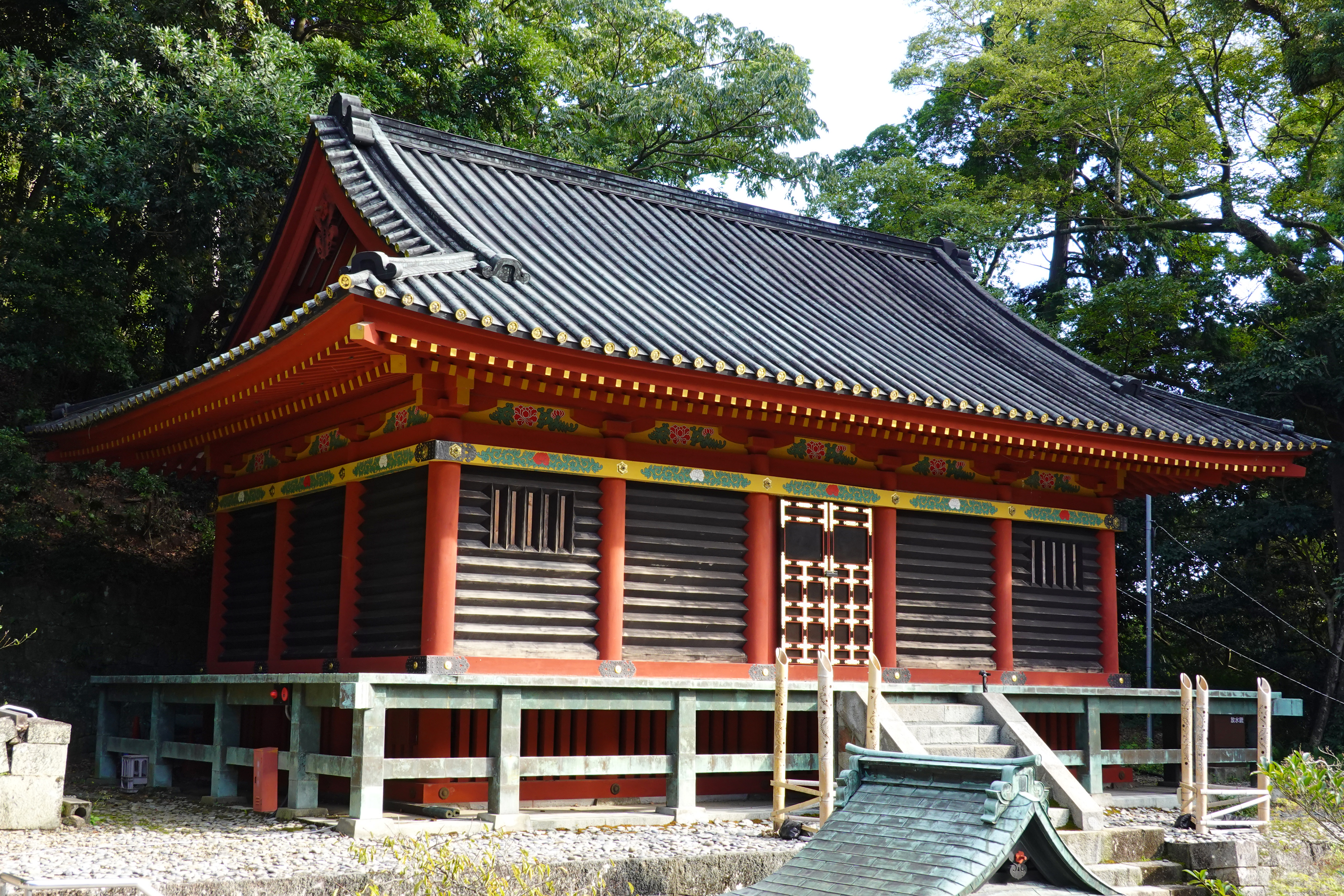
神庫
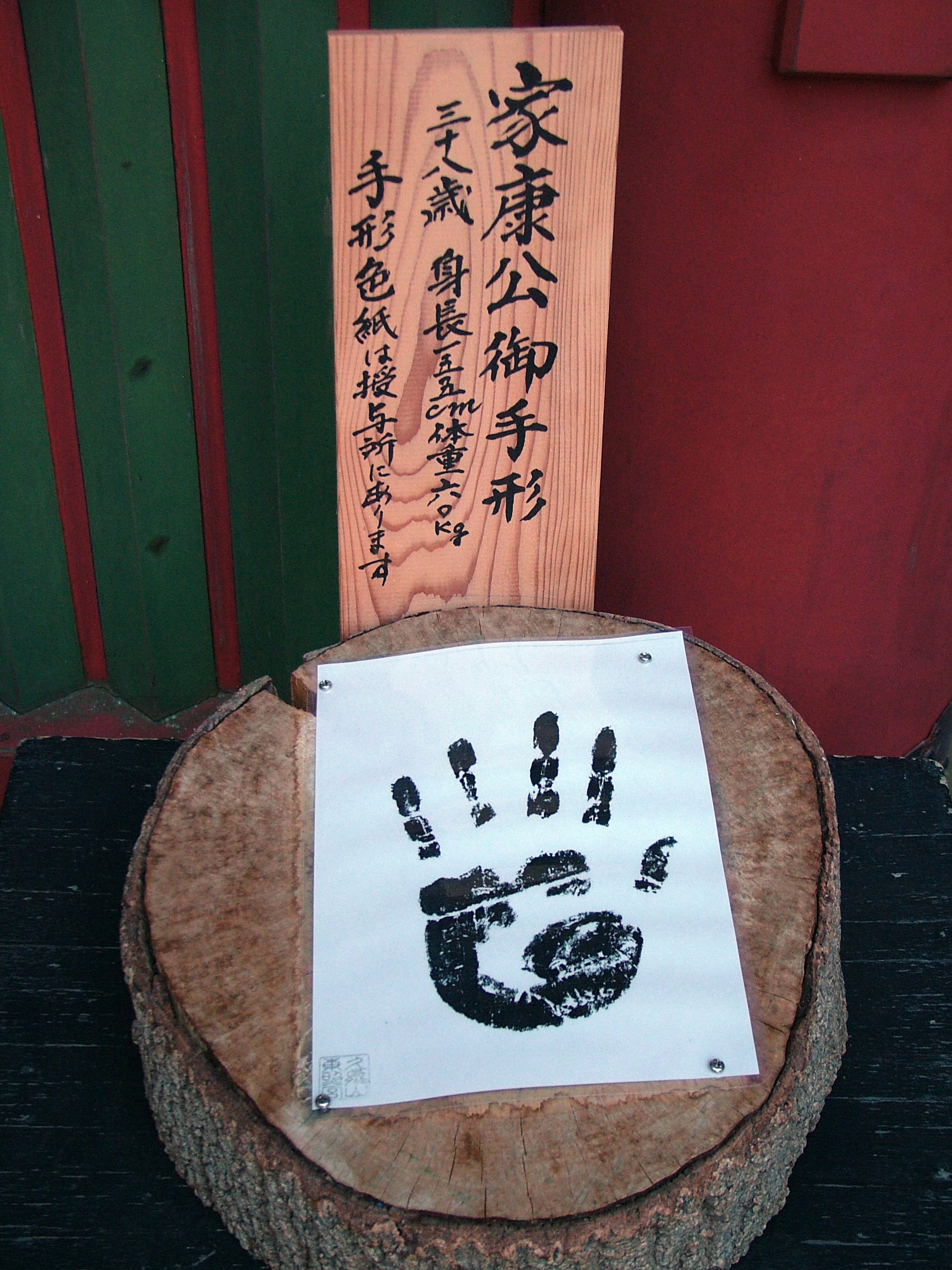
久能山东照宫藏，聲稱是德川家康的手相掌拓
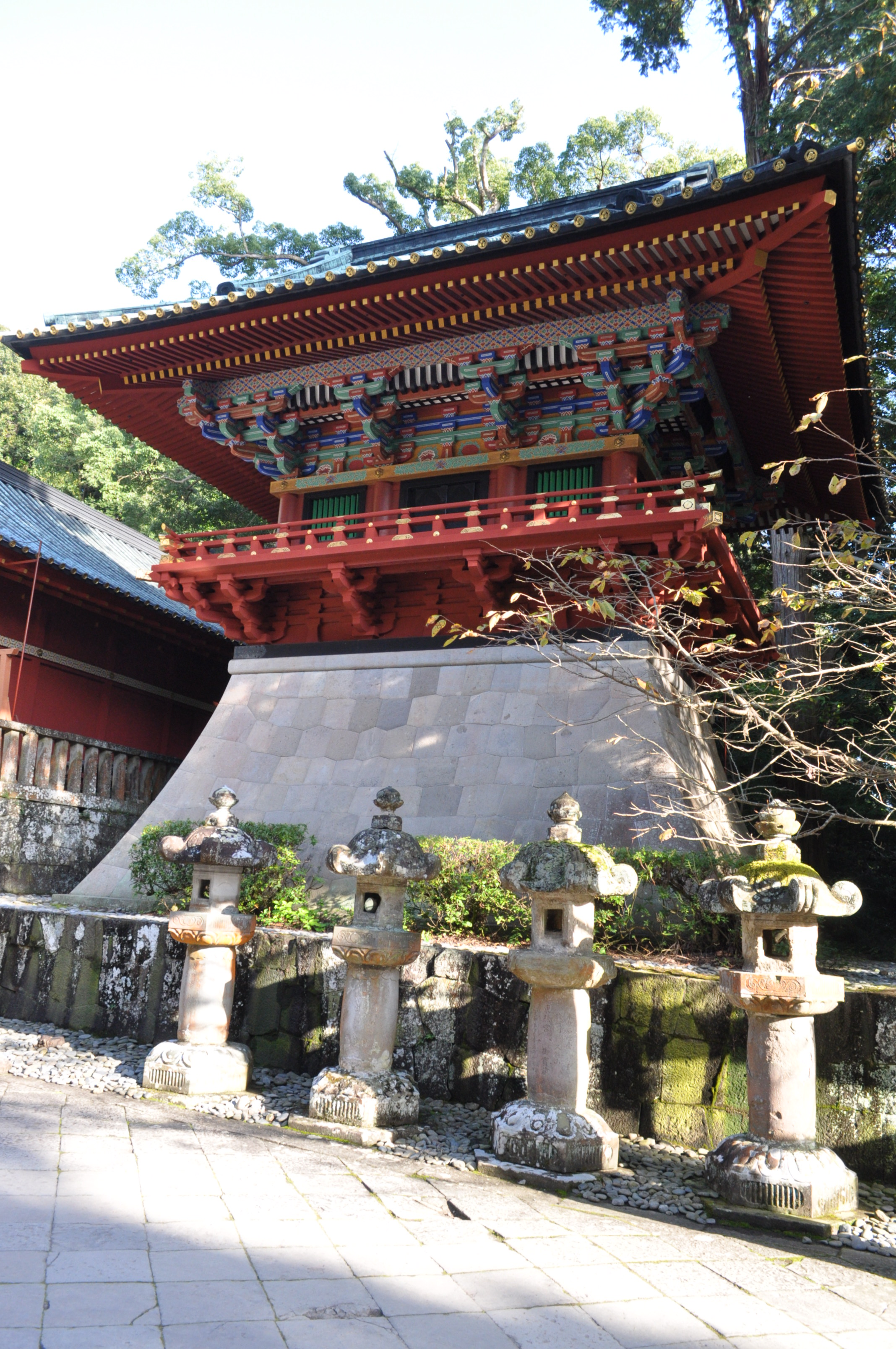
鼓楼
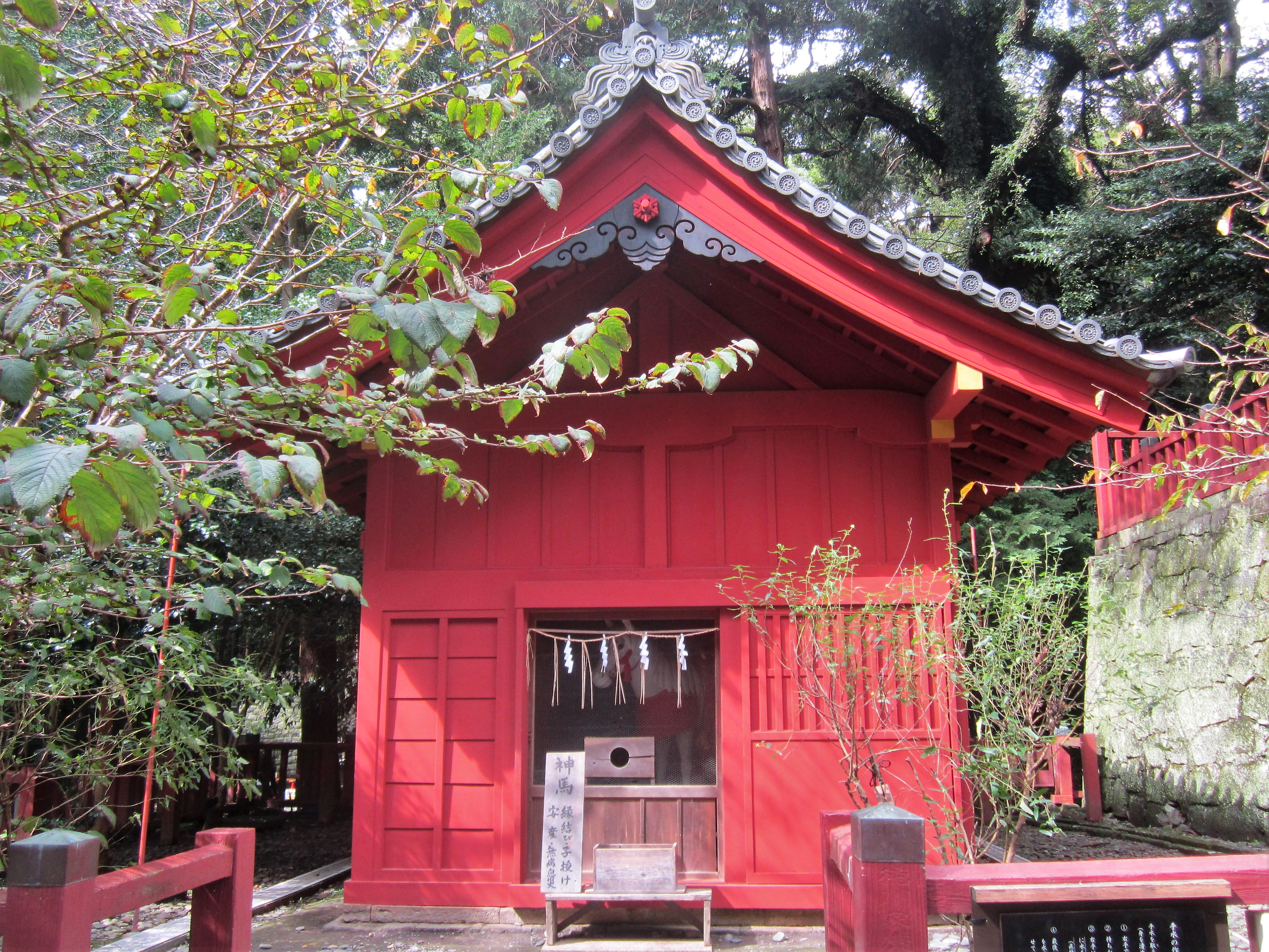
神厩
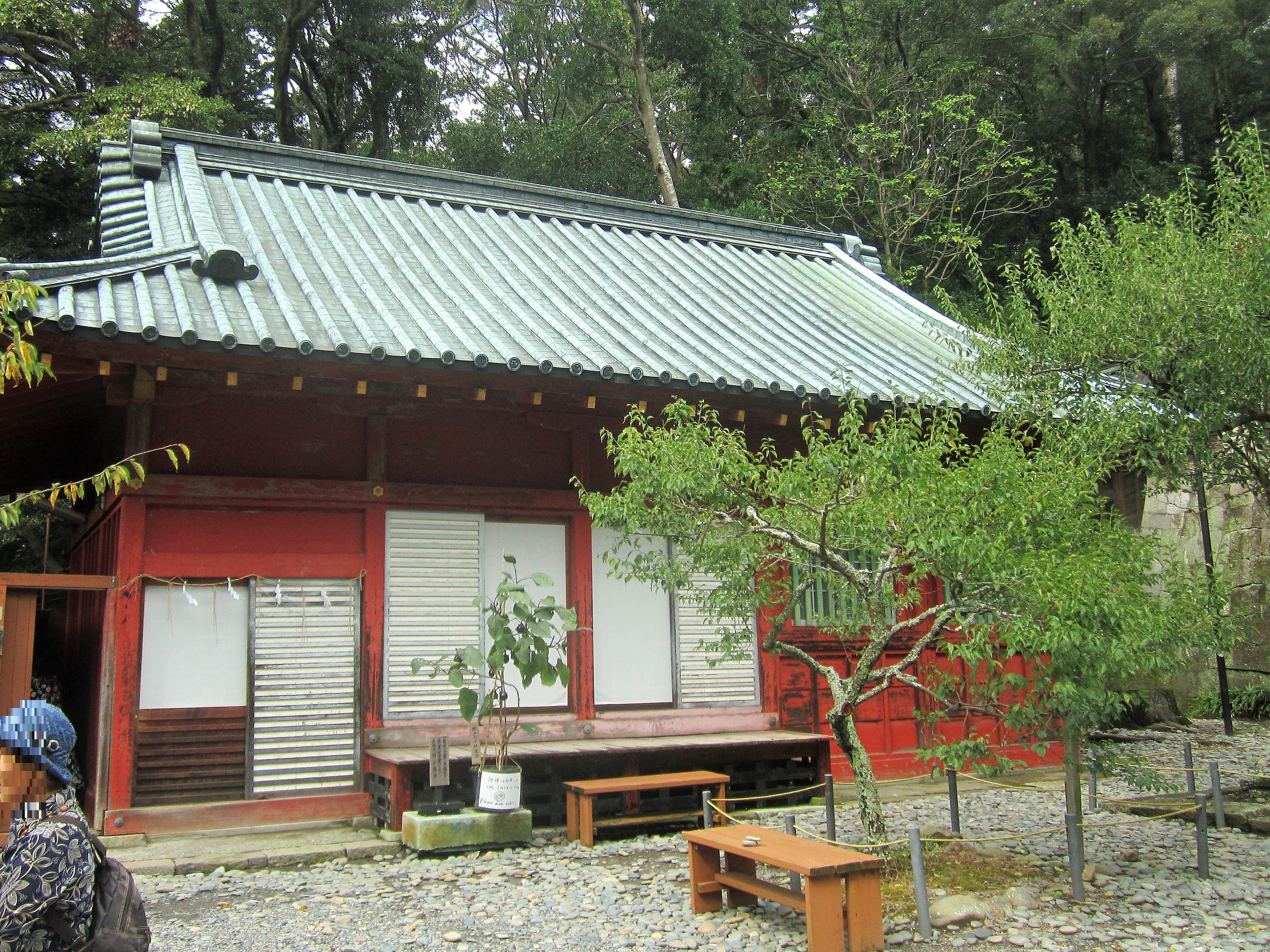
神饌所
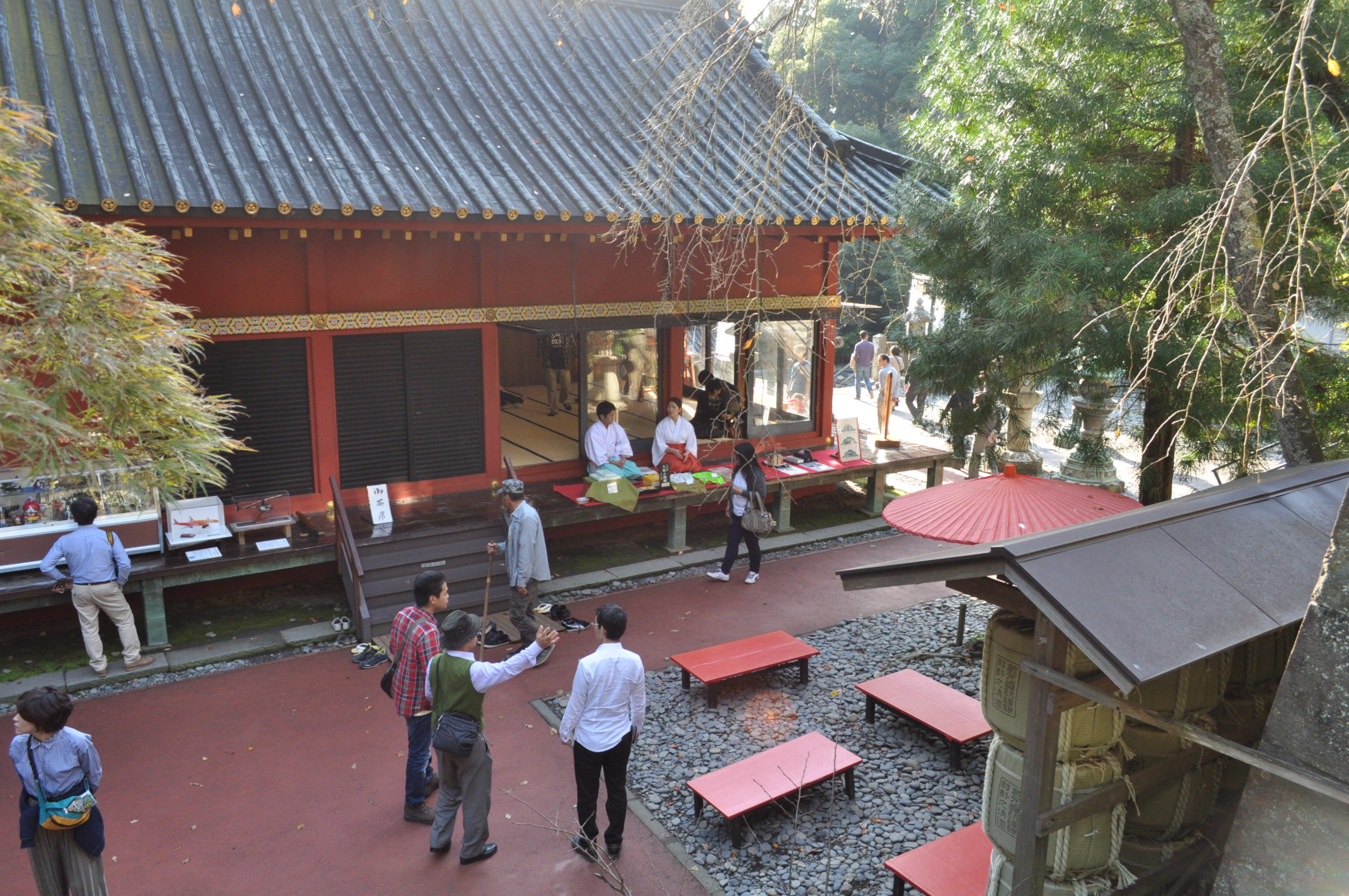
神樂殿
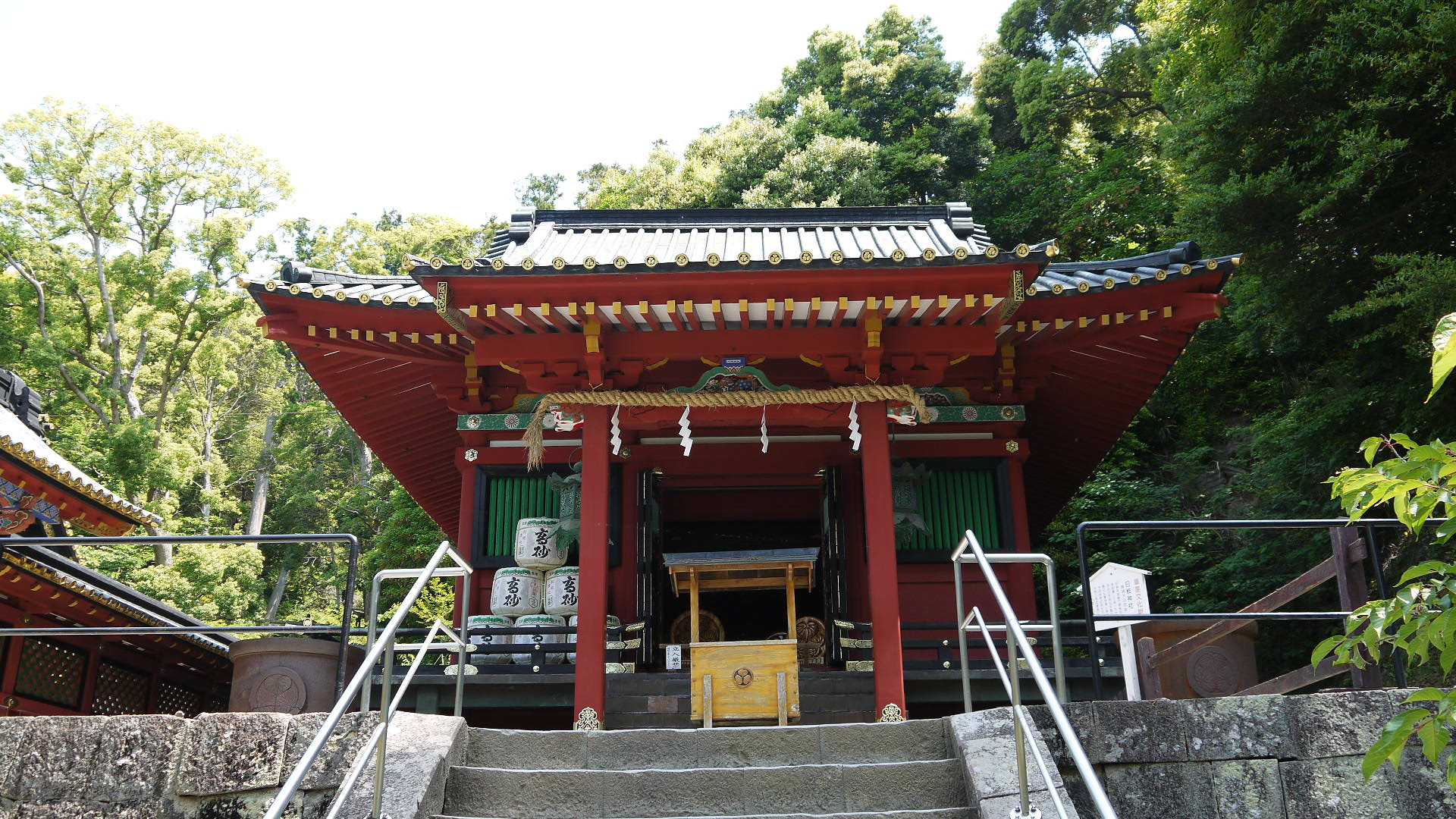
末社日枝神社本殿
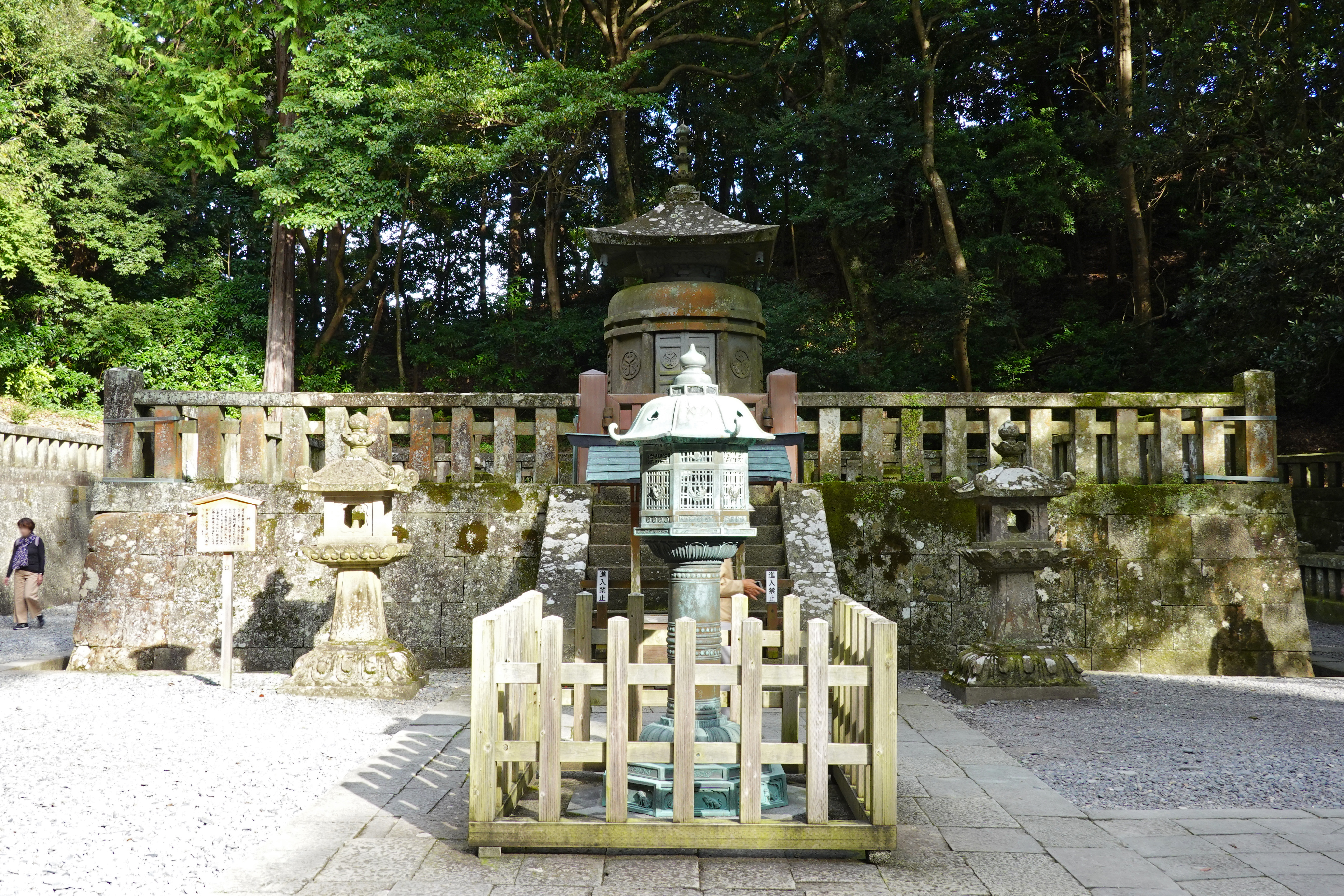
廟所宝塔

## 關連項目
- 東照宮
- 日本平纜車
- 久能山御藏金銀

## 外部連結
- （日語）久能山東照宮 （页面存档备份，存于）

34°57′53″N 138°28′04″E / 34.964742°N 138.467642°E